# Кали (форт)
Вижте пояснителната страница за други значения на Кали.
Кали (на гръцки: Οχυρό Κάλη) е гръцко военно укрепление, форт, от Втората световна война, част от Линията „Метаксас“, разположено в седловината Кали между Сенгелската планина и Алиботуш, на прохода между селата Сенгелово и Крушево, под връх Рамян.
Крепостта е имала задача да спира евентуална инвазия през прохода на юг. Към началото на германското нахлуване през април 1941 година крепостта има гарнизон от 902 войници и 30 офицери. Крепостта разхолага с места за две 75-милиметрови охранителни оръдия, три 81-милиметрови минометни установки, едно противосамолетно оръдие и 51 картечни гнезда.